# Большой Заб
Большо́й Заб или Ве́рхний Заб (араб. نهر الزاب الكبير‎, тур. Zap suyu, курд. زێ) — река в восточной Турции и Ираке, левый приток реки Тигр. Длина реки 473 км, площадь бассейна 26,2 тыс. км². Средний годовой расход воды около 400 м³/сек.
Используется для орошения. На берегах реки расположен ряд поселений (по порядку от истока): Зибар, Келек, Кувайр.
Берёт начало на западных отрогах хребта Котур, в иле Ван, около турецко-иранской границы. По Турции протекает по территории двух илов — Ван и Хаккяри. Далее вытекает на равнину Курдистана.
В реку впадает большое количество притоков, получающих дождевое и снеговое питание, в результате чего её уровень сильно варьируется в течение года: половодье в апреле — мае, межень — летом и осенью. Один из крупных притоков Большого Заба — река Хазир.

## История
В античной географии река называлась Лик (др.-греч. Λύκος, лат. Lycus).
В 750 году на её берегах состоялась битва при Забе между Омейядами и Аббасидами.
На реке было запланировано строительство по меньшей мере шести плотин, но начато только строительство одной, плотины Бехме, на территории Ирака, да и то было остановлено вскоре после войны в Персидском заливе.

## Галерея
| - Юксекова, Турция - Верховья реки. Течение с севера на юг. Армянское нагорье. - Верховья реки зимой. Течение с севера на юг. Армянское нагорье. |
| - Иракский Курдистан, Ирак - Среднее течение (с северо-запада на юго-восток). Армянское нагорье. Курдская деревня Бин-Кафита (в 15 км от Барзана). - Низовья реки. Течение с северо-востока на юго-запад. Месопотамская низменность. Вблизи города Эрбиль. |